# Beräknande fruar

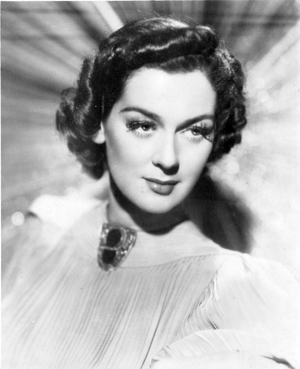
Rosalind Russell, promotionbild för filmen.

Beräknande fruar är en amerikansk dramafilm från 1936 i regi av Dorothy Arzner. Det är en filmatisering av George Kellys pjäs Craig's Wife.

## Handling
Harriet Craig är beredd att offra vad som helst för att få behålla sitt materiella välstånd. Hon håller sin man i ett hårt grepp. Men fler och fler av hennes släktingar, anställda och bekanta väljer snart att säga upp kontakten med henne.

## Rollista
- Rosalind Russell - Harriet Craig
- John Boles - Walter Craig
- Billie Burke - Mrs. Frazier
- Jane Darwell - Mrs. Harold
- Dorothy Wilson - Ethel Landreth
- Alma Kruger - Ellen Austen
- Thomas Mitchell - Fergus Passmore
- Raymond Walburn - Billy Birkmire
- Elisabeth Risdon - Mrs. Landreth